# Yvette Higgins
Pour les articles homonymes, voir Higgins.
Yvette Higgins, née le 5 janvier 1978 à Sydney, est une joueuse de water-polo australienne.
Joueuse de l'équipe d'Australie de water-polo féminin, Yvette Higgins est sacrée championne olympique aux Jeux d'été de 2000 à Sydney,.